# Мориц фон Швинд
Мориц фон Швинд (на немски: Moritz von Schwind), роден на 21 януари 1804 г. във Виена, починал на 8 февруари 1871 г. в Нидерпьокинг, Горна Бавария, е австрийски художник от епохата на късния романтизъм.

## Биография и творчество
Мориц фон Швинд е едно от шестте деца на дворцовия секретар при Тайната дворцова канцелария Франц Едлер фон Швинд и неговата съпруга Франциска фон Холцмайстер. Мориц посещава първоначално Шотландската гимназия във Виена, където негови съученици са Николаус Ленау и Едуард фон Бауернфелд, а след това започва да следва в университета. Всъщност плановете били да стане чиновник като баща си, но Мориц започва да следва от 1821 г. в Академията по изобразително изкуство във Виена при Петер Крафт и Лудвиг Фердинанд Шнор фон Каролсфелд.
Мюнхенски период
През 1828 г. Мориц фон Швинд заминава за Мюнхен, където с поръчителството на Петер Корнелиус получава задачата да изрисува библиотеката на баварската кралица със сцени по произведенията на Лудвиг Тик. След едно пътуване до Италия през 1835 г. фон Швинд прави подготвителни скици за Резиденцията в Мюнхен и в замъка Хоеншвангау (Hohenschwangau/. За замъка той изготвя скици със сцени от живота на Карл Велики, които са нарисувани след това от Франц Ксавер Глинк. Следват поръчки от Саксония и Баден, които го правят известен.
Престой в Карлсруе
Между 1840 – 1844 г. Мориц фон Швинд живее и работи в Карлсруе. Тук той се запознава с бъдещата си жена – Луизе Закс, дъщеря на майор. Той я увековечава в известната си картина „Сватбено пътешествие“. В Карлсруе той рисува осем кръгли медальона за Заседателната зала на местния парламент, където са заседавали различните съсловия – благородници, гражданство и др. /Ständehaus/, а също така украсява с фрески стълбището и залите на партера на Държавната художествена галерия /Staatliche Kunsthalle/.
От 1844 до 1847 г. работи в Художествената академия на гр. Франкфурт /Städelschule/. Във Франкфурт фон Швинд строи т.н. Швиндхаус на алея „Bockenheimer Anlage“, която представлява вила по собствен проект в стила на романския класицизъм. Външните парапети са украсени с теракоти също по собствени скици.
Престой и работа в други градове
През 1847 г. Мориц фон Швинд става професор в Академията по изобразителни изкуства в Мюнхен. Наред с преподавателска дейност във Франкфурт на Майн и Мюнхен фон Швинд получава от Великото херцогство във Ваймар, с посредничеството на Франц фон Шобер, поръчка да изрисува реставрираната крепост Вартбург край Айзенах. Създадените през 1854/54 г. стенописи във Вартбург, като например „Битката на трубадурите“ се числят към най-известните му произведения. Картините показват моменти от историята на Тюрингия, и особено от Живота на Елизабет Тюрингска. През 1855 г. Мориц фон Швинд бива издигнат в рицарски сан заедно с братята си – Аугуст /министерски съветник) и Франц (управител на мина). Мориц фон Швинд изнася своите скици /картони/ в Глазгоу и Лондон.
През 1866/67 Мориц фон Швинд работи над украсяването с рисунки на по-късно нареченото на него „Швинд-фоайе“ в новопостроената Виенска Хофопер. Там художникът рисува сцени от произведения на различни композитори, а в лоджията Швинд изобразява сцени от операта на Моцарт „Вълшебната флейта“.
Цикълът „Мелузина“, който бележи неговото късно творчество, бил замислен като украса за кръглокуполна църква. Швинд приключва този цикъл половин година преди смъртта си. Тези картони се намират днес в Австрийската галерия.
Мориц фон Швинд е погребан в Старото гробище в Мюнхен /парцел 16, ред 9, място № 43/.
Творчество
Мориц фон Швенд изработва своя стил под влияние на монументалния стил на Петер Корнелиус. Стилът на фон Швинд се отличава с размах и наличието на малко фигури. Наред с Карл Шпицвег Мориц фон Швинд принадлежи към най-значимите и популярни художници на Късния романтизъм. Неговите картини, създадени по немски легенди и приказки са народностни по Дух и много поетични. Освен маслената живопис фон Швинд създава фрески и илюстрации на книги с голямо значение. Например художникът е създал много рисунки за серии от популярни картинки, отпечатани на едната страна на отделни листи в град Мюнхен / Münchener Bilderbogen/.
При пожарът, който избухва на 6. юни 1931 г. в изложбените зали на Мюнхенския Стъклен палат /Glaspalast/ са унищожени над три хиляди картини, сред тях също произведения на Мориц фон Швинд, например нарисуваната през 1851 г. картина „Нощната разходка на рицаря по езерото“.
Посмъртно признание
Във Франкфурт на Майн, в квартала на художниците на град Хановер – Лист /List/ и в предградието Макс на град Мюнхен има наречени улици на негово име. През 1874 г. в четвърти район Виден във Виена една улица е назована на негово име – „Швиндгасе“, а в Нидерпьокинг /Niederpöcking/ съществува улица с името „Мориц фон Швинд вег“ / Moritz-von-Schwind-Weg/.
Издигнатият през 1909 г. в чест на Мориц фон Швинд паметник във Виена е разрушен през 1945 г., и след това не е възстановен.

## По-известни произведения
- „Битката на трубадурите“, /Der Sängerkrieg/, в крепостта Вартбург
- „Люнета на Шуберт“, в Хофопер, Виена/1869 г./. Представлява мотиви от произведения на Шуберт: „Кралят на елфите“, „Странникът“, „Войната в къщи“, „Диана“, „Рибарят“
- „Човек, режещ хляб“, /във Виена в залата „Австрийско изкуство“/, 1823 г., масло върху ленено платно
- „Рицарят със своята любима“ /Вупертал, музеят „Фон дер Хайдт“/, около 1824 г., маслени бои върху дърво, 44 х 33 см
- „Сънят на Адам“, /град Хале, фондация Морицбург, Музей по изкуствата на провинция Саксония-Анхалт/, около 1824 г., акварел и перо, позлатена, 42,7х33,5 см
- „Горски цар“,/ Виена, зала „Австрийско изкуство“/, около 1830 г., масло върху дърво
- „Освещаване на Катедралната църква във Фрайбург“, /Карлсруе, Държавна художествена галерия/, 1836 – 38 г.
- Фрески в Резиденцията в Мюнхен, 1832 – 36 г.
- „Нимфи, поящи елен“, /Мюнхен, галерия „Шак“/, около 1846 г., масло върху ленено платно, 69х40 см
- „Музикант и отшелник“, /Мюнхен, Нова Пинакотека/, около 1846 г., маслени бои върху картон, 61х46 см
- „Розата“, /Берлин, Националната галерия/, 1847 г., масло върху ленено платно, 216х137 см
- „Нощен двубой пред градинската порта“, /Мюнхен, галерия „Шак“/, около 1950 – 60 г., масло върху ленено платно, 57х35 см
- „Симфония“, /Мюнхен, Нова Пинакотека/, 1852 г., масло върху ленено платно, 166х98 см
- Фрески в крепостта Вартбург, сред тях „Битката на трубадурите“,/Крепостта Вартбург край Айзенах/, 1853 – 55 г.
- „Коронацията на Карл Велики за кайзер“, /литография 1856 г., Картини от немската история/
- „Кайзер Рудолф язди към гроба“, /Кил, Художествената галерия/, 1857 г., масло върху ленено платно, 150х295 см
- „Приказка за седемте гарвани и вярната сестра“, /Ваймар/, 1857 – 58 г., поредица от акварели
- „Утринен час“, /Morgenstunde/, /Мюнхен, галерия „Шак“/, 1858 г., масло върху дърво, 34х40 см
- Подобен сюжет и сходно изпълнение: „Утринен час“, /Националния музей на провинция Хесен в град Дармщат/
- „Рюбецал“, /Rübezahl/, /Мюнхен, галерия „Шак“/, 1859 г., масло върху ленено платно
- „Утринно сбогуване“, /Morgenstunde/, /Берлин, Националната галерия/, 1859 г. масло върху картон, 36х24 см
- „В дома на художника“, /Мюнхен, галерия „Шак“/, около 1860 г., масло върху ленено платно, 71х51 см
- „Кайзер Максимилиан I се моли на скалата „Мартинсванд“, / Виена, галерия „Австрийско изкуство“/, около 1860, масло върху ленено платно
- Фрески в апсидата и „Пътя на разпятието“, /в Енориашеската църква Свети Николаус, Бад Райхенхал/, 1863 г.
- Фрески: картини по тавана и стенописи, /Виена, Щатсопер/, 1864 – 67
- „Сватбено пътешествие“, /Мюнхен, галерия Шак/, 1867, масло върху дърво, 52х41 см
- Фрески „Амур и Психея“/Павилиона на Швинд в Рюдигсдорф/

- „Утро“
- „Посещението“
- „Лодкарка“
- „Портрет на г-жа Мостхаф“
- „Господин Зима“
- Apparition in the Woods